# Antonín Karel Balzer
Antonín Karel Balzer (18. srpna 1771 Lysá nad Labem – 19. prosince 1807 Praha) byl grafik, mědirytec a kreslíř, syn Jana Jiřího Balzera.

## Život
V mládí pracoval v rodinné dílně u svého otce Jana Jiřího Balzera, kde kreslil předlohy k rytinám. V letech 1788–1789 studoval v Drážďanech v Umělecké dílně Johanna Christiana Klengela a do roku 1790 na Grafickém ústavu (Kupferstecherakademie) ve Vídni u Jakoba Schmutzera. Roku 1790 se vrátil do Prahy a tvořil veduty z okolí Karlštejna a Sv. Jana pod Skalou. Roku 1792 podnikl cestu do Krkonoš a Adršpašských skal a roku 1802 se vydal do Solnohradska a Tyrol za alpskými motivy. Žil bohémským životem a patřil k veselým kumpánům, nebál se rvaček, soubojů a bujarých nočních pitek, z nichž se mu jedna stala osudnou až k smrti. Balzer zemřel náhle na následky nočního pádu ze schodů v prosinci roku 1807.

## Dílo
V Čechách se zasloužil o rozšíření nové techniky – akvatinty. Stál u počátků krajinomalby a byl autorem cyklů s pohledy do krajin a vedutami měst a jejich dominant. Grafické listy obvykle ručně koloroval akvarelem. Jeho krajinomalby vycházejí z reálné situace a pouze částečně jsou přizpůsobeny žádanému účinku.
V grafice a kresbách Antonína Balzera se projevují typické znaky předromantického krajinářství, v nichž je zdůrazněno popředí a vzdálenější partie mají mělký prostor klasicistického obrazu. Stromy mají dekorativní funkci a listoví slouží jako jakýsi druh opony. Roku 1792 vydal soubor rytin s Krkonošskými a Adršpašskými motivy. V Krkonošském cyklu vypracoval Balzer do značné dokonalosti svůj způsob kreslení stromových korun, velmi malebný a dekorativní, který je bezpečným poznávacím znamením jeho prací. Podílel se také na dobových albech, ilustroval mnohé publikace a převáděl do grafiky obrazy cizích umělců (Jacob Ruysdael, Allaert van Everdingen). Na sklonku svého života vytvořil ojedinělé album reklamní povahy s cirkusovými motivy společnosti.

## Galerie

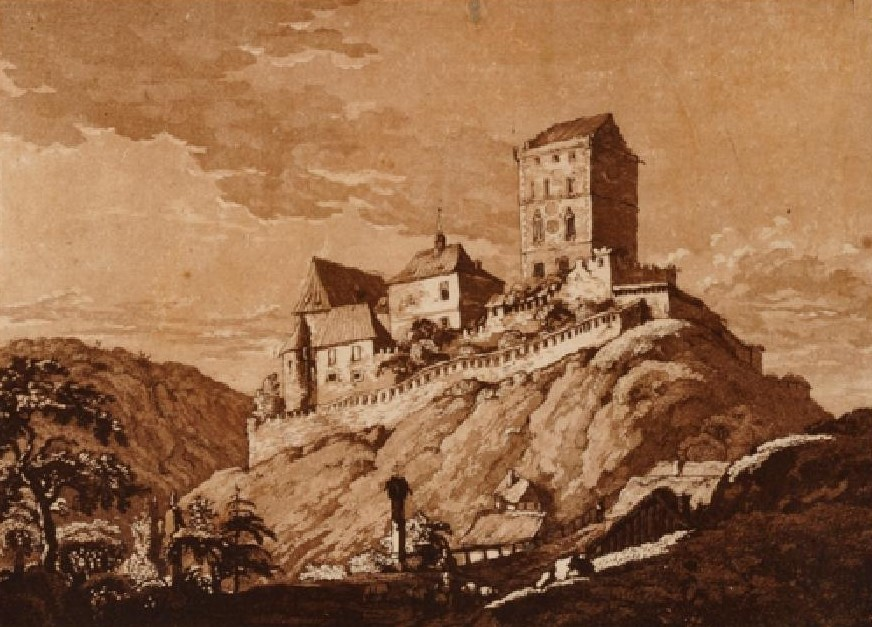
Karlštejn (kolem 1790) lept, akvatinta, papír
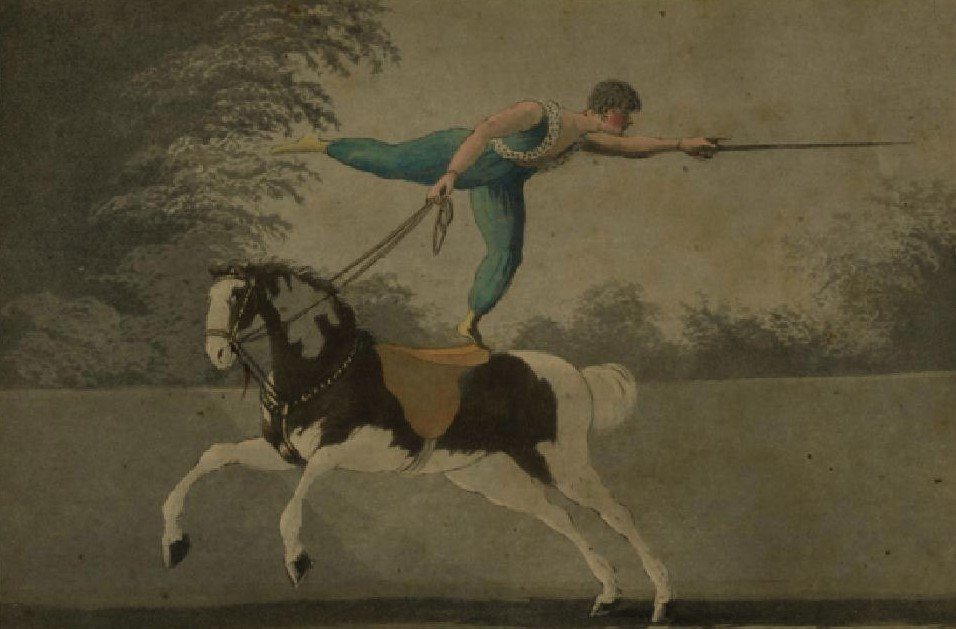
Cirkusový výjev s akrobatem jedoucím na koni (list z alba Kunstreutergesselschaft des Herrn de Bach) (kolem 1803) akvatinta, papír
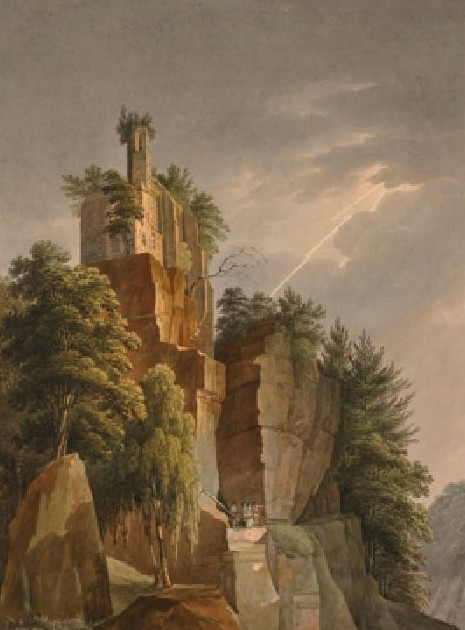
Ojvín (90. léta 18. století) akvarel, papír
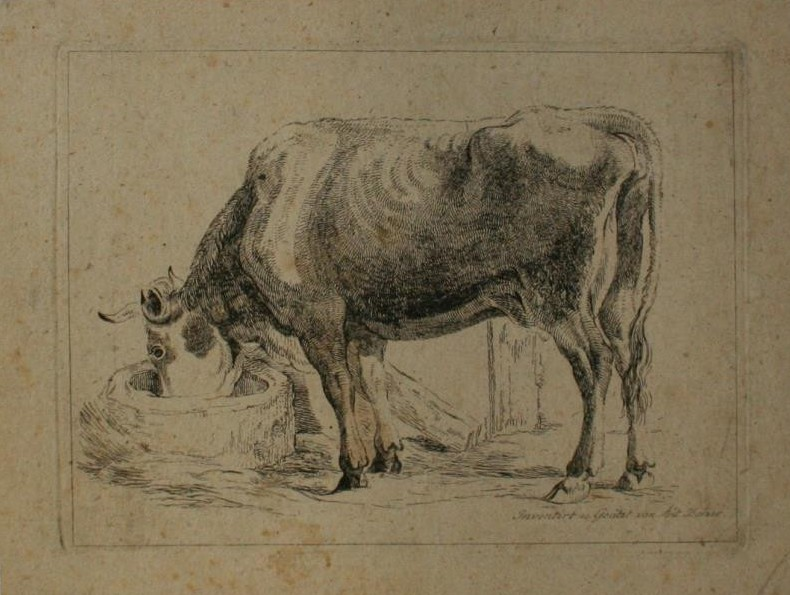
Pijící kráva
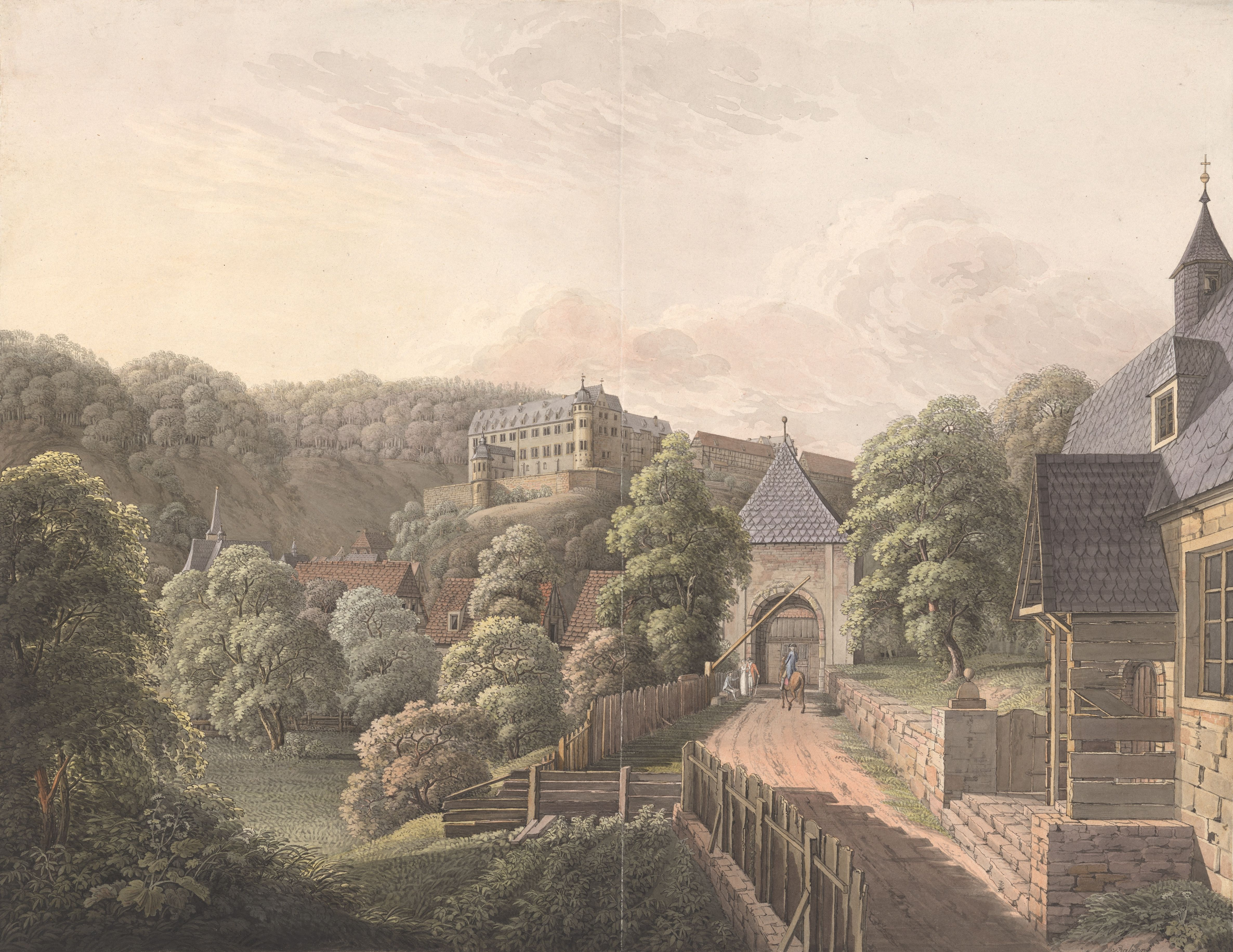
Pohled na zámek Stolberg v Harzu (kol. 1800)